# Crataegus ambitiosa
Crataegus ambitiosa är en rosväxtart som beskrevs av Charles Sprague Sargent. Crataegus ambitiosa ingår i hagtornssläktet som ingår i familjen rosväxter. Inga underarter finns listade i Catalogue of Life.